# Pentodon bidens
Pentodon bidens es una especie de coleóptero de la familia Scarabaeidae.

## Distribución geográfica
Habita en el paleártico: la Europa mediterránea, la mitad occidental de Asia y el norte de África.

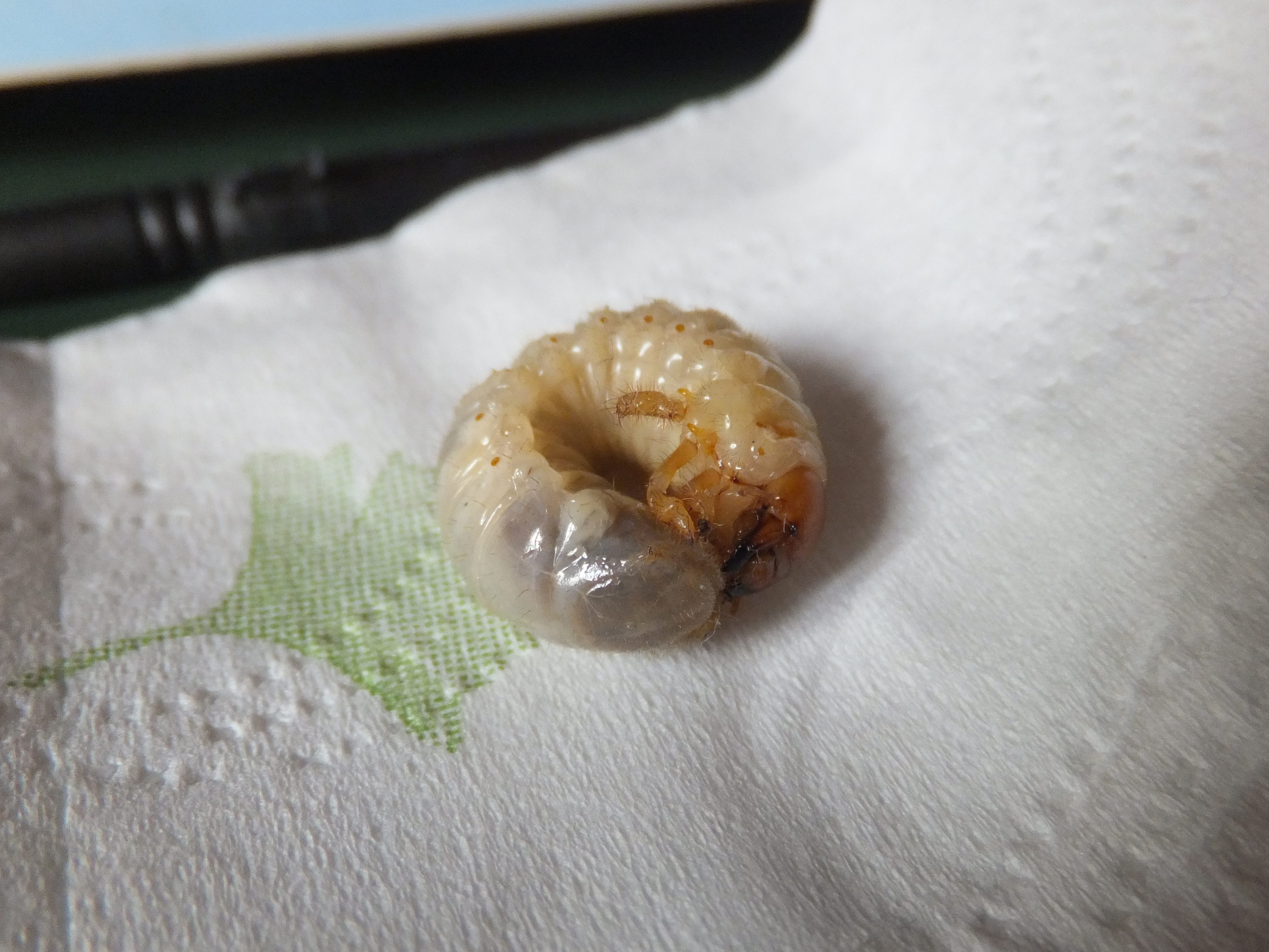
Larva